# Симон Дубнов
Симон Дубнов (рус. Семён Ма́ркович Ду́бнов; Мстислав, 10. септембар 1860 — Рига, 8. децембар 1941) - јеврејско-руски историчар, писац и активиста. Писао је на јидишу, руском и хебрејском.

## Биографија
Симон Дубнов родио се као Шимон Мејерович Дубнов у многочланој и сиромашној породици у белоруском граду Мстиславу (Могиљевска губернија). Након примања традиционалног јеврејског образовања у хедеру и јешиви, Дубнов започиње школовање у Казањском јеврејском училишту (државна јеврејска школа), где је научио руски језик. Усред свог школовања, због дискриминишућих закона према Јеврејима, Дубнов није био у могућности да дипломира. Почиње самостално проучавати историју, филозофију и лингвистику. Био је нарочито фасциниран Хајнрихом Грецом и покретом „Wissenschaft des Judentums“.
Набавивши потребне дозволе 1880. године преселио се у Санкт Петербург.
Убрзо након доласка, у Петрограду излазе Дубновљеви радови у штампи, укључујући и водећи руски-јеврејски магазин Воскход. Године 1890. јеврејска популација је протерана из главног града, и Дубнов је присиљен отићи. Од тада живи у Одеси, где наставља објављивати студије из јеврејског живота и историје. Његове студије се сматрају као ауторитети у овим областима.
Дубнов активно учествује у савременом друштвеном и политичком животу руское империје. Залаже се за модернизацију јеврејског образовања, организовање јеврејске самозаштите против погрома, тражи равноправност за руске Јевреје, укључујући и право гласа.
Године 1906. допуштен му је повратак у Санкт Петербург. Један је од оснивача и руководилаца Друштва за постизање равноправности Јевреја у Русији (1906), Јеврејског историјско-етнографског друштва (1908), Јеврејске народне партије (1906), часописа Јеврејске старине (1909—18), те уредник Јеврејске енциклопедије. Од 1917. године Дубнов је професор јеврејске историје на петроградском универзитету.
Године 1922. емигрирао је у Ковно, а касније у Берлин. Његово животно дело је десетотомна Историја јеврејског народа, испрва објављивана на немачком језику од 1925. до 1929. године.
У августу 1933, након што је Адолф Хитлер дошао на власт, Дубнов пресељава у Ригу, Летонија. Нацистичке трупе окупирале су Ригу у јулу 1941, и Дубнов са хиљадама других Јевреја, био је смештен у градски гето. 8. децембра 1941. године Симон Дубнов је погубљени од стране нациста и сахрањен у масовној гробници.

## Политичко опредељење
Дубнов је имао амбивалентан однос према ционизму. Идеју стапања Јевреја у друштво у којем живе (асимилација) је у потпуности одбацивао. Веровао је да је будућност опстанка Јевреја као самосвојног народа у очувању духовне и културне традиције, те самоуправе у дијаспори. Овај покрет познат као јеврејско аутономаштво, био је широко популаран у Дубновљево време. Међутим, након холокауста аутономаштво је практички нестало из јеврејске филозофије.

## Значајнија дела
- Историја јеврејског народа (изворно на немачком: „Weltgeschichte des Jüdischen Volkes“,, у десет томова (1925—1929).
- Кратка историја јеврејског народа, оригинално писана 1939, преведена на српски језик.
- Новија историја јеврејског народа (Новейшая история еврейского народа), у три тома, допуњена 1938.
- Историја хасидизма (Geschichte des Chassidismus), 1888.
- Уџбеник јеврејске историје (Учебник еврейской истории), у три тома, 1901.
- Мој живот, Берлин 1937.